# Edwin Moses
Edwin Corley Moses (ur. 31 sierpnia 1955 w Dayton) – amerykański lekkoatleta, uznawany za najwybitniejszego zawodnika w historii biegu na 400 m przez płotki.
Zdobył dwa złote medale olimpijskie (Montreal 1976, Los Angeles 1984) i brązowy na zakończenie długiej kariery w Seulu (1988). Był też dwukrotnym mistrzem świata w Helsinkach (1983) i w Rzymie (1987). Trzykrotnie wygrywał zawody pucharu świata (1977, 1979, 1981) i czterokrotnie poprawiał rekord globu (do 47,02 s w 1983; dziś (październik 2022) jest to szósty rezultat w historii). Był niepokonany przez niemal 10 lat startów (dokładnie 9 lat, 9 miesięcy i 9 dni). Wygrał w tym okresie 122 biegi, w tym 107 finałowych w różnych imprezach. Po jednej porażce (drugim miejscu) wygrywał znowu, aż do porażki (trzeciego miejsca) w finale olimpiady w Seulu, po którym to biegu zakończył karierę.
Jego sportowe sukcesy wiązały się z faktem, że w okresie, gdy startował, był jedynym biegaczem pokonującym cały dystans, biegnąc od płotka do płotka 13 krokami; technikę tę sam obliczył i dopracował. Mało znanym faktem jest, iż Edwin Moses osiągał swoje wyniki sportowe będąc wegetarianinem.
Po zakończeniu kariery biegacza próbował jeszcze swoich sił jako bobsleista.